# Итало Калвино
Ѝтало Калвѝно (на италиански: Italo Calvino) е италиански писател, есеист и журналист.
В последните десетилетия на ХХ век придобива световна известност, като през 80-те години е най-превежданият съвременен италиански писател и често е сочен като кандидат за Нобелова награда за литература. Сред най-известните му книги са трилогията „Нашите предци“ (1952 – 1959), сборникът разкази „Космически комедии“ (1965) и романите „Невидимите градове“ (1972) и „Ако пътник в зимна нощ“ (1979).

## Биография
Итало Калвино е роден в Сантяго де Лас Вегас, днес част от Хавана в Куба, в семейството на италиански учени агрономи, които скоро се завръщат в родината си. Детството му преминава в Санремо, където завършва и средно образование.
През 1941 г. се записва в Торинския университет, където първоначално започва да следва агрономия, при все че вече го влече литературата. През 1943 г. се прехвърля в Университета на Флоренция и дори взима още три изпита по агрономия. През 1944 г. става член на Италианската комунистическа партия. През 1944 – 1945 г. участва активно в антифашистката съпротива (присъединява се към т.нар. „Гарибалдийски бригади“), а след края на войната решава да се посвети на писането: записва се в литературния факултет на Торинския университет и през 1947 г. се дипломира с магистърски труд върху Джоузеф Конрад.
Започва работа в издателския бранш като сътрудничи и на различни вестници. В края на 1951 г. прекарва два месеца в Съветския съюз като кореспондент на вестник „L’Unità“. Докато е в Москва, научава за смъртта на баща си на 25 октомври.
Първите няколко книги, които Калвино пише, са в духа на италианския неореализъм. През 50-те години отслабва интересът му към каузата на левицата и той се преориентира към един по-скоро приказно-фантастичен жанр; издава „Разполовеният виконт“, „Баронът по дърветата“, „Несъществуващият рицар“.
През 1964 г. посещава Куба, където сключва брак с аржентинската преводачка Естер Юдит Сингер и се запознава с Че Гевара. През същата година се установява в Париж, където се свързва с литературния авангард и се увлича по структурализма. Става член на Улипо (Oulipo), „Работилницата за потенциална литература“ и се запознава с Елио Виторини, Ролан Барт, Реймон Кьоно и други. Започва да пише есета и успешно да експериментира с литературните форми, което му носи успех. След началото на 70-те години Итало Калвино е най-превежданият съвременен италиански автор.
През 1975 г. е избран за почетен член на Американската академия, а на следващата година получава Австрийската държавна награда за европейска литература. През 1981 г. става Командор на Ордена на почетния легион.
В 1985 г. умира от мозъчен кръвоизлив, докато подготвя „Американските лекции“, четенето на които тогава предстои. Те са издадени посмъртно, както и други негови произведения.

## Произведения

### Романи
- Il sentiero dei nidi di ragno, 1947
- Il visconte dimezzato, 1952
Разполовеният виконт, в: Нашите предци, изд. „Колибри“, 2014, ISBN 978-619-150-161-8
- Il barone rampante, 1957 
Баронът по дърветата, изд. „Отечество“, 1979; в: Нашите предци, изд. „Колибри“, 2014
- La speculazione edilizia, 1958
в Италианска история. ОФ, 1973
- Il cavaliere inesistente, 1959
Несъществуващият рицар. изд. „Народна култура“, 1966; в: Нашите предци, изд. „Колибри“, 2014
- I nostri antenati (Il cavaliere inesistente; Il visconte dimezzato; Il barone rampante), 1960
Нашите предци, изд. „Колибри“, 2014, ISBN 978-619-150-161-8
- La giornata d'uno scrutatore, 1963
- Marcovaldo ovvero Le stagioni in città, 1963
Марковалдо, или сезоните в града, Изд. „Жанет 45“, 2017, прев. Нева Мичева, ISBN 978 619 186 364 8
- Le città invisibili, 1972
Невидимите градове, в: Невидимите градове,[5] изд. „Народна култура“, 1990
- Il castello dei destini incrociati, 1973 (вкл. и La taverna dei destini incrociati, добавен от автора за това издание)
- Se una notte d'inverno un viaggiatore, 1979
Ако пътник в зимна нощ, София: Колибри, 2008 и 2024, прев. Нева Мичева, ISBN 978-954-529-616-1
- Palomar, 1983
Паломар, изд. „Колибри“, 2022, прев. Божан Христов, ISBN 978-619-02-0987-4 ; в Невидимите градове, изд. „Народна култура“, 1990

### Разкази и сборници с разкази
- Ultimo viene il corvo, 1949.
- La formica argentina, 1952 (разказ)
- L'entrata in guerra, 1954.
- Fiabe italiane, 1956. (сборник с приказки)
- I giovani del Po, 1958 (разказ)
- I racconti, 1958.
- La gran bonaccia delle Antille, 1957 (разказ)
- La nuvola di smog e La formica argentina, 1965
- Le cosmicomiche, 1965
Космически комедии, изд. „Хр. Г. Данов“, 1976; Изд. „Колибри“, 2016. ISBN 978-619-150-628-6
- Ti con zero, 1967
- La memoria del mondo e altre storie cosmicomiche, 1968
- Gli amori difficili, 1970
Трудни любови, изд. „Колибри“, 2023, ISBN 978-619-02-1004-7
- Cosmicomiche vecchie e nuove, 1984
- Sotto il sole giaguaro, 1986
- Flirt prima di battersi, 1946 (неиздаван разказ, публикуван във вложката за култура Robinson (в. „Република“) n. 180 от 16 май 2020; издаден в Il sentiero dei nidi di ragno, Mondadori, 2020)
- Il teatro dei ventagli, 2023
- Третият е още жив, София: Партиздат, 1965 (разкази)
- Приключението на един поет, изд. „Народна култура“, 1984 (разкази)

### Публицистика
- Taccuino di un viaggio in URSS di Italo Calvino, 21 статии, 1952.
- Vittorini. Progettazione e letteratura, 1967; после Milano, All'insegna del pesce d'oro, 1968.
- Appunti sulla narrativa come processo combinatorio, 1968.
- Tarocchi. Il mazzo visconteo di Bergamo e New York, 1969.
- Orlando furioso di Ludovico Ariosto raccontato da Italo Calvino con una scelta del poema, 1970.
- La tradizione popolare nelle fiabe, 1973
- Autobiografia di uno spettatore, 1974
- Una pietra sopra. Discorsi di letteratura e società, 1980
- Collezione di sabbia, Milano, Garzanti, 1984
- Lezioni americane: Sei proposte per il prossimo millenio, 1988 
Американски лекции: шест предложения за новото хилядолетие, изд. „Колибри“, 2012, прев. Нева Мичева, ISBN 978-954-529-839-4
- Sulla fiaba, a cura di Mario Lavagetto, 1988
- La strada di San Giovanni, 1990
- Perché leggere i classici, 1991
- Prima che tu dica «Pronto», 1993
- Eremita a Parigi. Pagine autobiografiche, 1994. [творбата Eremita a Parigi, която дава името на посмъртния сборник, е издадена през 1974]
- Mondo scritto e mondo non scritto, 2002
- Il libro dei risvolti, a cura di Chiara Ferrero, 2003. извън търг. мрежа, 1000 бройки
  - Il libro dei risvolti. Note introduttive, quarte di copertina e altre scritture editoriali, 2023, ISBN 978-88-047-6652-0
- Un ottimista in America, 1959-1960, 2014, ISBN 978-88-046-4487-3
- По въпроса за превода (статия), Теоретични въпроси на превода, n. 18/ 2016, с. 21-32
- Prefazioni a Shakespeare, 2020. Извън търг. мрежа, 1000 бройки.
- Dalla favola al romanzo. La letteratura raccontata da Italo Calvino, 2021, ISBN 978-88-047-3209-9. [сборник с текстове, публикувани в антология от 3 тома La Lettura, излязла за Zanichelli между 1969 и 1972, плюс няколко оригинални страници върху „Годениците“]
- Guardare. Disegno, cinema, fotografia, arte, paesaggio, visioni e collezioni, 2023, ISBN 978-88-047-6570-7
- Нека спи под камък. Размисли за литературата и обществото. (Есета),София: Колибри ISBN: 978-61-902-1495-3

## За него
- Benussi, Cristina (1989). Introduzione a Calvino. Rome: Laterza.
- Bartoloni, Paolo (2003). Interstitial Writing: Calvino, Caproni, Sereni and Svevo. Leicester: Troubador.
- Bloom, Harold (ed.)(2002). Bloom's Major Short Story Writers: Italo Calvino. Broomall, Pennsylvania: Chelsea House.
- Cannon, JoAnn (1981). Italo Calvino: Writer and Critic. Ravenna: Longo Press.
- Carter III, Albert Howard (1987). Italo Calvino: Metamorphoses of Fantasy. Ann Arbor, Michigan: UMI Research Press.
- Chubb, Stephen (1997). I, Writer, I, Reader: the Concept of the Self in the Fiction of Italo Calvino. Leicester: Troubador.
- Gabriele, Tomassina (1994). Italo Calvino: Eros and Language. Teaneck, N.J.: Fairleigh Dickinson University Press.
- Jeannet, Angela M. (2000) Under the Radiant Sun and the Crescent Moon. Toronto: University of Toronto Press.
- Markey, Constance (1999). Italo Calvino. A Journey Toward Postmodernism. Gainesville: Florida University Press.
- —. Interview. „Italo Calvino: The Contemporary Fabulist“ in Italian Quarterly, 23 (spring 1982): 77 – 85.
- Pilz, Kerstin (2005). Mapping Complexity: Literature and Science in the Works of Italo Calvino. Leicester: Troubador.
- Ricci, Franco (1990). Difficult Games: A Reading of 'I racconti' by Italo Calvino. Waterloo, Ontario: Wilfrid Laurier University Press.
- – (2001). Painting with Words, Writing with Pictures. Toronto: University of Toronto Press. ISBN 0-8020-3507-8